# 吉克塞尔斯
吉克塞尔斯，是西班牙加泰罗尼亚莱里达省的一个市镇。 总面积66平方公里，总人口154人（2001年），人口密度2人/平方公里。